# Kultur- und Kunstpreis der Stadt Füssen
Der Kultur- und Kunstpreis der Stadt Füssen wird seit 1988 in unregelmäßigen Abständen von der bayerisch-schwäbischen Stadt Füssen verliehen.

## Geschichte
Die Einrichtung des Preises wurde 1987 vom Füssener Stadtrat beschlossen. Erster Preisträger war 1988 der Maler Percy Rings. Bis 2001 wurde der Preis insgesamt sechsmal an Einzelpersonen und einmal an eine Personengruppe verliehen. 2014 wurde der Preis nach 13-jähriger Pause erstmals wieder verliehen.

## Preis
Der Preis wird höchstens einmal jährlich an Personen oder Organisationen verliehen, die sich durch herausragende kulturelle oder künstlerische Leistungen um die Stadt Füssen verdient gemacht haben. Die Verleihung wird auf Vorschlag des Ersten Bürgermeisters oder der Stadtratsfraktionen mit Zweidrittelmehrheit im Stadtrat beschlossen. Der Preis wird im Rahmen einer öffentlichen Stadtratssitzung feierlich verliehen. Der Preisträger erhält eine Medaille und ein Preisgeld von 2000 Euro.

## Preisträger
- 1988: Percy Rings, Maler[2]
- 1989: Angelika Hofer, Verhaltensforscherin[6]
- 1990: Gottfried Andreas Herrmann, Maler[7]
- 1993: Reinhold Böhm, Heimatforscher[8]
- 1995: Julius Berger, Cellist[3]
- 1996: Hans Schweiger, Tierfilmer[9]
- 2001: Stephan Barbarino, Autor und Regisseur, Franz Hummel, Komponist, und Heinz Hauser, Bühnenbildner, für ihr Ludwig-Musical[10]
- 2014: Carlo Alberto Carutti, Initiator der Städtepartnerschaft zwischen der Geigenbaustadt Füssen und der Geigenbaustadt Cremona[11]